# Cmentarz mariawicki w Małachowicach

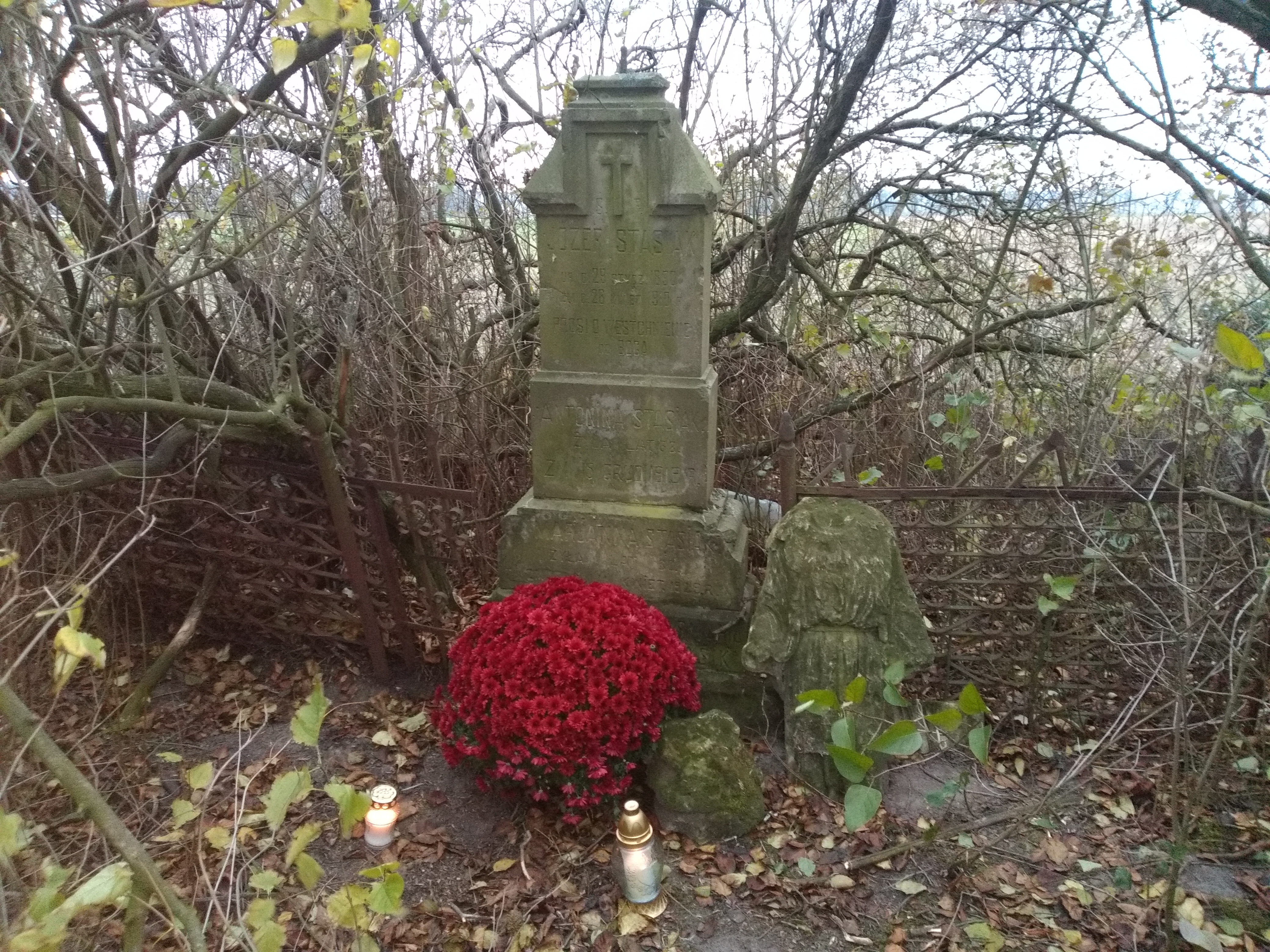
Cmentarz mariawicki w Małachowicach

Cmentarz mariawicki w Małachowicach – niewielki cmentarz mariawicki, leżący na prywatnym gruncie, na obrzeżach miejscowości.
Cmentarz leży w południowo-zachodniej części wsi z dala od zabudowań na prywatnej posesji. Nekropolia jest pozostałością po dawnej placówce mariawickiej w Małachowicach, która podlegała pod parafię mariawicką w Piątku. Założony został wraz z budową kościoła, na początku XX wieku. Po II wojnie światowej kościół został rozebrany a cmentarz przestał być użytkowany.
Na cmentarzu pochowani są mariawici z okolicznych miejscowości. Aktualnie znajduje się jeden nagrobek wykonany z piaskowca, otoczony żeliwnym ogrodzeniem.